# Manuel Vázquez Gil
Manuel Vázquez Gil (San Juan del Puerto, Huelva, 23 de septiembre de 1998) es un jugador español de baloncesto profesional, que ocupa la posición de alero. Actualmente juega en el LogroBasket Club de la Segunda FEB.

## Trayectoria deportiva
Formado en las categorías inferiores del Club Baloncesto Sevilla y Unicaja de Málaga. Durante la temporada 2014-15 llegó a militar en el Unicaja de Málaga de liga EBA.
Debutó en la LEB Oro con tan solo 16 años con el Clínicas Rincón y fue internacional en las categorías inferiores de la selección española con las que disputó el europeo Sub-16 en el 2014 y consiguió la medalla de bronce.
En verano de 2016 con apenas 17 años, realizó la pretemporada con el primer equipo malagueño y tuvo la oportunidad de estrenarse a las órdenes de Joan Plaza frente al Fenerbahce turco en el torneo de Costa del Sol.
Tras salir de Clínicas Rincón, disputaría las temporadas 2016-2017 y 2017-2018 en LEB Plata, en concreto en los equipos de Basket Navarra Club y CB Agustinos Eras. En León jugó una media 23,26 minutos por partido, anotando 7,2 puntos, capturando 5,6 rebotes y con una valoración de 5,3.
La temporada 2018-19 la disputó en la LEB Plata con el Óbila Club de Basket, donde promedió 6.5 puntos con un 50% en tiros de 2 y 7.4 rebotes en un promedio de casi 24 minutos por partido consiguiendo en alguna ocasión ser el MVP de la jornada.
En agosto de 2019 se incorpora a las filas del Club Ourense Baloncesto para disputar la de la LEB Oro en la temporada 2019-20.
Tras no disponer de bastantes minutos durante la primera vuelta de la temporada 2019-20 en Liga LEB Oro, en febrero de 2020 el alero es cedido al Club Baloncesto Ciudad de Ponferrada de LEB Plata hasta el final de la temporada.
El 5 de agosto de 2021, firma por el Club Baloncesto Zamora de la LEB Plata.
El 10 de agosto de 2022, firma por el CB Morón de la LEB Plata.
En la temporada 2023-24, firma por el Huelva Comercio Viridis de la LEB Plata.
El 7 de julio de 2025 fichó por el LogroBasket Club de la Segunda FEB.

## Clubes
- Clínicas Rincón. LEB Oro. (2014-2016)
- Basket Navarra Club. LEB Plata. (2016-2017)
- CB Agustinos Eras. LEB Plata. (2017-2018)
- Óbila Club de Basket. LEB Plata. (2018-2019)
- Club Ourense Baloncesto. LEB Oro. (2019-2021.)
- Club Baloncesto Ciudad de Ponferrada. LEB Plata. (2020)
- Club Baloncesto Zamora. LEB Plata. (2021-2022)
- CB Morón. LEB Plata. (2022-2023)
- Huelva Comercio Viridis. LEB Plata. (2023-2025)
- LogroBasket Club. Segunda FEB (2025-presente)